# Trick Pony
I Trick Pony sono un gruppo musicale country statunitense, formatosi a Nashville nel 1996 e composto da Heidi Newfield, Keith Burns e Ira Dean.

## Storia
L'album di debutto eponimo dei Trick Pony è stato pubblicato nel 2001 ed ha raggiunto la 91ª posizione nella Billboard 200 e la 12ª nella Top Country Albums, venendo certificato disco d'oro. È stato promosso dai singoli Pour Me e On a Night Like This, entrambi entrati nella Billboard Hot 100. Nello stesso anno il trio ha ricevuto un CMA Award. Sono seguiti altri due dischi, On a Mission e R.I.D.E., rispettivamente nel 2002 e 2005: nella graduatoria statunitense, il primo si è piazzato alla numero 61 e il secondo alla 20.
A fine 2006 Heidi Newfield ha abbandonato il gruppo per intraprendere una carriera solista, venendo sostituita da Aubrey Collins, la quale a sua volta ha lasciato il gruppo nell'ottobre 2007. Nel 2008 il gruppo si è sciolto ufficialmente, per poi tornare, nella sua formazione originale, in occasione di varie esibizioni dal vivo.

## Discografia

### Album in studio
- 2001 – Trick Pony
- 2002 – On a Mission
- 2005 – R.I.D.E.

### Raccolte
- 2009 – The Best of Trick Pony

### EP
- 2016 – Pony Up

### Singoli
- 2000 – Pour Me
- 2001 – On a Night Like This
- 2002 – Just What I Do
- 2002 – On a Mission
- 2003 – A Boy Like You
- 2004 – The Bride
- 2005 – It's a Heartache
- 2005 – Ain't Wastin' Good Whiskey on You